# Odznaka Honorowa Czerwonego Krzyża (Austria)
Odznaka Honorowa Austriackiego Czerwonego Krzyża (niem. Ehrenzeichen für Verdienste um das Rote Kreuz) – nadawane w latach 1914–1919, 1922–1938 i od 1954 austriackie odznaczenie za zasługi dla Czerwonego Krzyża.

## Historia
Austriacki Czerwony Krzyż został założony w roku 1864. W roku 1914 świętował 50 lat swego istnienia i otrzymał od cesarza Franciszka Józefa I (17 sierpnia 1914) zezwolenie na ustanowienie własnego odznaczenia za zasługi, które zostało uznane przez państwo. Postanowieniem z tego samego dnia monarcha zatwierdził statut.
Kochany hr. Berchtold!
Pomny wysokiego znaczenia, które przypada wybitnie patryotycznej i humanitarnej działalności Stowarzyszeń Czerwonego Krzyża w Monarchii, postanowiłem z okazyi pięćdziesięcioletniego istnienia w błogie skutki tak obfitej konwencyi genewskiej, utworzyć odznakę honorową, która ma być nadawana takim osobom, które zaskarbiły sobie szczególne zasługi około popierania celów Czerwonego Krzyża w pokoju lub w wojnie.
Zatwierdzone przeze Mnie statutowe postanowienia tej nowej odznaki honorowej są przy niniejszem załączone wraz z dodatkiem.
O powyższem uwiadamiam Pana do dalszego zarządzenia z tem, że równocześnie wystosowuję odpowiednie pisma Odręczne do Moich Prezydentów Ministrów.
Wiedeń, 17 sierpnia 1914.
Franciszek Józef w. r.
Wkrótce po jubileuszu wybuchła I wojna światowa, w czasie której odznaczenie, ozdobione tzw. dekoracją wojenną (wieńcem laurowo-dębowym), nadawano za pomoc rannym, chorym i bezdomnym. Podczas wojny odznaki nadawano też na wstędze Medalu Waleczności.
Odznaki nadawano jeszcze przez rok po zakończeniu wojny, do 1919, po czym nowo powstała Republika Niemiecko-Austriacka (Deutschösterreich) zlikwidowała wszelkie odznaczenia państwowe i prywatne. 24 stycznia 1922, po usilnych staraniach Czerwonego Krzyża, zezwolono na odnowienie odznaczenia, które istniało do roku 1938, do tzw. Anschlussu Austrii do III Rzeszy, gdy Austriacki Czerwony Krzyż został rozwiązany i połączony z niemieckim. Dopiero w pięć lat po powstaniu II Republiki Austriackiej (1954) uzyskano zezwolenie władz państwowych na ponowne ustanowienie odznaczenia, oznaka którego otrzymała zupełnie nową formę.

## Podział odznaczenia

### Austro-Węgry i I Republika Austriacka
W czasach monarchii i I republiki odznaka posiadała cztery klasy/stopnie krzyża i dwa medale:
- Gwiazda Zasługi (Verdienststern) – gwiazda bez wstęgi noszona na agrafie, ze srebrnymi pękami promieni pomiędzy ramionami,
- Odznaka Honorowa I Klasy (Ehrenzeihen I. Klasse) – krzyż wieszany na wstędze na szyi (komandoria),
- Odznaka Honorowa Oficerska (Offiziersehrenzeichen) – krzyż bez wstęgi noszony na szpilce,
- Odznaka Honorowa II Klasy (Ehrenzeihen II. Klasse) – krzyż wieszany na wstążce wiązanej w trójkąt,
- Srebrny Medal Honorowy (Silberne Ehrenmedaille) – srebrny medal wieszany na wstążce wiązanej w trójkąt,
- Brązowy Medal Honorowy (Bronzene Ehrenmedaille) – brązowy medal wieszany na wstążce wiązanej w trójkąt.

### II Republika Austriacka
Obecne odznaczenia Austriackiego Czerwonego Krzyża posiadają dwa stopnie krzyża zasługi, trzy medale zasługi i sześć medali dla honorowych dawców krwi.
Krzyże zasługi (ust. 13 grudnia 1969):
- Krzyż Zasługi I Klasy (Verdienstkreuz I. Klasse) – krzyż wieszany na białej wstędze z czterema czerwonymi paskami, na szyi (komandoria),
- Krzyż Zasługi (Verdienstkreuz) – krzyż bez wstęgi noszony na szpilce.

Medale zasługi (ust. 28 marca 1954), wieszane na białej wstążce z czterema czerwonymi paskami, wiązanej w trójkąt:
- Złoty Medal Zasługi (Goldene Verdienstmedaille),
- Srebrny Medal Zasługi (Silberne Verdienstmedaille),
- Brązowy Medal Zasługi (Bronzene Verdienstmedaille).

Medale za zasługi dla honorowych dawców krwi (ust. 31 marca 1995), wieszane na czerwonej wstążce z dwoma wąskimi białymi paskami pośrodku, wiązanej w trójkąt:
- Złoty Medal ze Złotym Liściem Laurowym za Zasługi Honorowych Dawców Krwi (Goldene Medaille mit goldenem Lorbeerkranz für Verdienste um das Blutspendewesen),
- Złoty Medal ze Srebrnym Liściem Laurowym za Zasługi Honorowych Dawców Krwi (Goldene Medaille mit silbernem Lorbeerkranz für Verdienste um das Blutspendewesen),
- Złoty Medal z Brązowym Liściem Laurowym za Zasługi Honorowych Dawców Krwi (Goldene Medaille mit bronzenem Lorbeerkranz für Verdienste um das Blutspendewesen),
- Złoty Medal za Zasługi Honorowych Dawców Krwi (Goldene Medaille für Verdienste um das Blutspendewesen),
- Srebrny Medal za Zasługi Honorowych Dawców Krwi (Silberne Medaille für Verdienste um das Blutspendewesen),
- Brązowy Medal za Zasługi Honorowych Dawców Krwi (Bronzene Medaille für Verdienste um das Blutspendewesen).

## Insygnia
Insygnia z czasów monarchii to odznaka i gwiazda I. klasy. Wygląd oznaki został zainspirowany przez tzw. Krzyż Mariański zakonu krzyżackiego, tzn. jest to krzyż łaciński z rozszerzonymi zakończeniami ramion. W medalionie awersu znajdowało się godło Czerwonego Krzyża, otoczone napisem „PATRIAE AC HUMANITATI” („Ojczyźnie i ludzkości”), w medalionie rewersu daty „1864” i „1914”. Oznaka była obustronnie pokryta czerwoną emalią z białymi bordiurami. Prawie wszystkie egzemplarze z czasów monarchii były nadane w czasie wojny i ozdobione są tzw. dekoracją wojenną, emaliowanym na zielono wieńcem laurowo-dębowym położonym na ramionach krzyża. Gwiazda I. klasy to oznaka ze złotymi promieniami między ramionami.
Insygnia z pierwszych lat I. Republiki Austriackiej nie różnią się wiele od poprzednich – medalion rewersu nosi datę „1923”. Po dojściu do władzy Engelberta Dollfussa (1934) zmieniono nieco wygląd oznaki, zamiast wieńca laurowego wprowadzono dwie gałązki palmowe idące z dolnego ramienia krzyża na ramiona poprzeczne oraz złote promienie między ramionami krzyża dla wszystkich klas. Zmieniono także wstęgę – wstęga lat 1914–1934 była biała z dwiema czerwonymi bordiurami, wstęga lat 1934–1938 czerwona z dwiema białymi bordiurami.
Obecne odznaczenie II Republiki nie ma poza nazwą nic wspólnego z dawnym – oznaką jest emaliowany na czerwono krzyż grecki, na awersie w środku krzyża znajduje się orzeł godła państwowego Austrii z emblematem Czerwonego Krzyża na piersi, na rewersie data „1961”. I. klasa noszona jest na szyi, II. bez wstęgi na agrafie na lewej piersi, III. na wstędze (czerwonej z białymi bordiurami, wiązanej w austriacki trójkąt) także na lewej piersi. Kobiety noszą odznaczenie na damskiej kokardzie nad lewą piersią. Obecne odznaczenie nie posiada gwiazdy dla I. klasy.